# Lena Hjelm-Wallén
Pour les articles homonymes, voir Wallen (homonymie).
Lena Hjelm-Wallén, née Hjelm le 14 janvier 1943 à Sala, est une femme politique suédoise, membre de Parti social-démocrate suédois. 

## Biographie
Elle est députée à compter de 1974. Elle est successivement ministre de l'Éducation de 1982 à 1985, ministre des Affaires étrangères de 1994 à 1998, puis vice-Première ministre de 1998 à 2002 et enfin est ministre de la Défense par intérim pendant un mois en 2002.

## Distinctions
- Médaille de Sa Majesté le Roi
- Ordre de la Croix de Terra Mariana de première classe